# Need for Speed: Shift
Need for Speed: Shift – komputerowa gra wyścigowa wydana 15 września 2009 roku. Producentem gry zostało studio Slightly Mad Studios. Jest trzynastą odsłoną z serii gier Need for Speed. W Shift gracz bierze udział w oficjalnych wydarzeniach motoryzacyjnych. W przeciwieństwie do poprzednich produkcji, gdzie odbiorca uczestniczył w nielegalnych wyścigach. W grze postawiono duży nacisk na realizm jazdy.

## Rozgrywka
Gry-Online
- Odwzorowane wnętrza samochodów.
- 18 tras zarówno prawdziwych, jak i fikcyjnych: Alpental, Autopolis International Racing Course, Ambush Canyon, Brands Hatch, Dakota, Ebisu Circuit, Glendale, Hazyview, Mazda Raceway Laguna Seca, London, Miyatomi, Nordschleife, Road America, Rustle Creek, Silverstone, Circuit de Spa Francorchamps, Tokyo, Willow Springs.
- Zaawansowana sztuczna inteligencja.
- Rozbudowane możliwości konfigurowania sposobu wspomagania gracza w kierowaniu samochodem (np. możliwość włączenia kontroli trakcji, czy ABS-u).
- 60 modeli samochodów podzielonych na cztery grupy: w pierwszej znajdują się zwykłe auta (np. VW Scirocco), w drugiej – samochody o nieco wyższych osiągach (np. BMW M3 E92), w trzeciej – sportowe maszyny o mocnych silnikach (np. Lamborghini Gallardo), w czwartej zaś – supersamochody (np. Bugatti Veyron).